# Мецаго
Мецаго (итал. Mezzago) је насеље у Италији у округу Монца и Бријанца, региону Ломбардија.
Према процени из 2011. у насељу је живело 4106 становника. Насеље се налази на надморској висини од 223 м.

## Становништво
Према резултатима пописа становништва 2011. у општини је живело 4.106 становника.
| 1936. | 1951. | 1961. | 1971. | 1981. | 1991. | 2001. | 2011. |
| ----- | ----- | ----- | ----- | ----- | ----- | ----- | ----- |
| 2.305 | 2.461 | 2.402 | 2.517 | 2.719 | 2.848 | 3.506 | 4.106 |

## Партнерски градови
- Saint-Pierre-de-Chandieu
- Рајлинген